# Nueil-les-Aubiers
Nueil-les-Aubiers är en kommun i departementet Deux-Sèvres i regionen Nouvelle-Aquitaine i västra Frankrike. Kommunen ligger i kantonen Mauléon som tillhör arrondissementet Bressuire. År 2022 hade Nueil-les-Aubiers 5 529 invånare.

## Befolkningsutveckling
Antalet invånare i kommunen Nueil-les-Aubiers
| Referens: INSEE |